# Baby, I Love Your Way
Baby, I Love Your Way ist ein Lied von Peter Frampton aus dem Jahr 1975, das von ihm geschrieben und produziert wurde. Es erschien zuerst 1975 auf dem Album Frampton und wurde von ihm 2016 neu eingespielt für die CD Acoustic Classics.

## Geschichte
Die Veröffentlichung des Softrock-Songs war am 1. September 1975 bei der ersten Veröffentlichung zusammen mit dem Album Frampton ein Flop. Dies änderte sich mit der Veröffentlichung der Liveversion aus dem Album Frampton Comes Alive! am 25. Juni 1976. Vor allem in Kanada (Platz 3) und Brasilien (Platz 8) wurde die Liveversion ein Top-Ten-Hit.

## Kommerzieller Erfolg

### Chartplatzierungen
| ChartsChartplatzierungen       | Höchstplatzierung | Wochen |
| ------------------------------ | ----------------- | ------ |
| Vereinigte Staaten (Billboard) | 12 (16 Wo.)       | 16     |
| Vereinigtes Königreich (OCC)   | 43 (5 Wo.)        | 5      |

| ChartsJahrescharts (1976)      | Platzierung |
| ------------------------------ | ----------- |
| Vereinigte Staaten (Billboard) | 88          |

### Auszeichnungen für Musikverkäufe
| Land/Region                  | Auszeichnungen für Musikverkäufe (Land/Region, Auszeichnung, Verkäufe) | Verkäufe  |
| ---------------------------- | ---------------------------------------------------------------------- | --------- |
| Neuseeland (RMNZ)            | Gold                                                                   | 15.000    |
| Vereinigte Staaten (RIAA)    | Platin                                                                 | 1.000.000 |
| Vereinigtes Königreich (BPI) | Platin                                                                 | 600.000   |
| Insgesamt                    | 1× Gold · 2× Platin ·                                                  | 1.615.000 |

## Coverversion von Will to Power
Im Jahr 1987 nahm Will to Power ihre Version als Baby, I Love Your Way/Freebird Medley (Free Baby) auf. Das Medley besteht aus den Liedern Baby, I Love Your Way und Free Bird von Lynyrd Skynyrd aus dem Jahr 1975. Als Gegensatz zu den rockigen Originalen, ist dieses Medley Synthesizer-lastig, entspricht musikalisch dem Zeitgeist der 1980er und ist somit der Musikrichtung Synthie-Pop zuzuordnen. Aus dem Song Free Bird wurde für dieses Medley die Zeile the bird you cannot change (deutsch: der Vogel, den du nicht ändern kannst) umgeändert in this bird will never change (deutsch: dieser Vogel wird sich nie ändern).
Die Veröffentlichung war am 29. August 1988, in den Vereinigten Staaten und Kanada wurde es ein Nummer-eins-Hit. In VH1s Liste 100 Greatest One Hit Wonders of the 80s erreichte dieses Medley Platz 97. Einen weiteren Hit landete Will to Power mit ihrer Coverversion des 10cc-Klassikers I’m Not in Love aus dem Jahr 1975.

### Chartplatzierungen
| ChartsChartplatzierungen       | Höchstplatzierung | Wochen |
| ------------------------------ | ----------------- | ------ |
| Deutschland (GfK)              | 18 (10 Wo.)       | 10     |
| Vereinigte Staaten (Billboard) | 1 (24 Wo.)        | 24     |
| Vereinigtes Königreich (OCC)   | 6 (9 Wo.)         | 9      |

| ChartsJahrescharts (1989)      | Platzierung |
| ------------------------------ | ----------- |
| Vereinigte Staaten (Billboard) | 9           |

### Auszeichnungen für Musikverkäufe
| Land/Region               | Auszeichnungen für Musikverkäufe (Land/Region, Auszeichnung, Verkäufe) | Verkäufe |
| ------------------------- | ---------------------------------------------------------------------- | -------- |
| Vereinigte Staaten (RIAA) | Gold                                                                   | 500.000  |
| Insgesamt                 | 1× Gold ·                                                              | 500.000  |

## Coverversion von Big Mountain
Im Jahr 1994 veröffentlichte Big Mountain ihre Version des Songs, die auf dem Soundtrack des Films Reality Bites – Voll das Leben zu hören ist. Die Veröffentlichung dieser Reggae-Version war am 1. Februar 1994, weltweit war es ein Top-Ten-Hit; in Dänemark, Schweden und Spanien ein Nummer-eins-Hit. Zeitgleich erschien von der Band eine spanischsprachige Version mit dem Titel Baby, te quero a ti.
Im Film Jumanji: Willkommen im Dschungel und der Fortsetzung Jumanji: The Next Level wird die englischsprachige Coverversion verwendet.

### Chartplatzierungen
| ChartsChartplatzierungen       | Höchstplatzierung | Wochen |
| ------------------------------ | ----------------- | ------ |
| Deutschland (GfK)              | 9 (30 Wo.)        | 30     |
| Österreich (Ö3)                | 4 (16 Wo.)        | 16     |
| Schweiz (IFPI)                 | 2 (21 Wo.)        | 21     |
| Vereinigte Staaten (Billboard) | 6 (28 Wo.)        | 28     |
| Vereinigtes Königreich (OCC)   | 2 (14 Wo.)        | 14     |

| ChartsJahrescharts (1994)      | Platzierung |
| ------------------------------ | ----------- |
| Deutschland (GfK)              | 35          |
| Österreich (Ö3)                | 24          |
| Schweiz (IFPI)                 | 14          |
| Vereinigte Staaten (Billboard) | 21          |
| Vereinigtes Königreich (OCC)   | 29          |

### Auszeichnungen für Musikverkäufe
| Land/Region                  | Auszeichnungen für Musikverkäufe (Land/Region, Auszeichnung, Verkäufe) | Verkäufe |
| ---------------------------- | ---------------------------------------------------------------------- | -------- |
| Australien (ARIA)            | Platin                                                                 | 70.000   |
| Dänemark (IFPI)              | Gold                                                                   | 45.000   |
| Neuseeland (RMNZ)            | 2× Platin                                                              | 60.000   |
| Spanien (Promusicae)         | Gold                                                                   | 30.000   |
| Vereinigte Staaten (RIAA)    | Gold                                                                   | 500.000  |
| Vereinigtes Königreich (BPI) | Silber                                                                 | 200.000  |
| Insgesamt                    | 1× Silber · 3× Gold · 3× Platin ·                                      | 905.000  |

## Andere Coverversionen
- 1977: Diana Ross
- 1977: Walter Jackson
- 1995: James Last
- 2008: Damien Leith
- 2023: Dolly Parton